# Airbus MAVERIC
L'Airbus MAVERIC (Model Aircraft for Validation and Experimentation of Robust Innovative Controls – « Maquette d’avion pour la validation et l’expérimentation de commandes innovantes robustes ») est un aéronef sans pilote expérimental à fuselage intégré (blended wing body, ou BWB). Il a été construit comme démonstrateur pour un éventuel avion de ligne à échelle réelle. Airbus affirme que ce design pourrait permettre de réduire la consommation de carburant jusqu’à 20 %.

## Conception et développement
Selon un communiqué de presse d’Airbus, le développement du MAVERIC a commencé en 2017 dans le cadre du programme de recherche AirbusUpNext. L’objectif principal du MAVERIC est d’étudier les améliorations de la contrôlabilité pour les avions à fuselage porteur. Le MAVERIC est un avion radiocommandé avec une envergure de 3,2 mètres,. Il est propulsé par deux moteurs montés à l’arrière du fuselage, chacun surmonté d’un stabilisateur vertical, formant une configuration à empennage double.
Selon Airbus, une version grandeur nature du MAVERIC permettrait de réduire de 20 % la consommation de carburant par rapport à un avion monocouloir classique. La position des moteurs au-dessus du fuselage contribuerait également à réduire la pollution sonore.

## Historique opérationnel
Le MAVERIC a effectué son premier vol en juin 2019 à un endroit non divulgué en France,. Sa présentation publique a eu lieu le 11 février 2020 lors du Salon aéronautique de Singapour, où il a été annoncé que le programme de recherche se poursuivrait jusqu’au deuxième trimestre de cette même année.
Le 21 septembre 2020, à l’occasion de la Journée mondiale sans émissions, Airbus a dévoilé trois concepts d’avions alimentés à l’hydrogène dans le cadre du programme Airbus ZEROe. Le plus grand des trois concepts est un avion à fuselage porteur, dérivé du MAVERIC. 

## Caractéristiques techniques
- Envergure : 3,2 mètres
- Longueur : 2 mètres
- Surface alaire : environ 2,25 m2
- Motorisation : 2 micro-turboréacteurs montés à l’arrière
- Configuration : ailes intégrées au fuselage (blended wing body), empennage en V inversé avec deux dérives verticales
- Commandes : télépiloté (radio-commandé)